# Elie Lescot
Élie Lescot (9 de diciembre de 1883 – 20 de octubre de 1974) fue presidente constitucional de Haití desde el 15 de mayo de 1941 hasta el 11 de enero de 1946, fecha en que fue derrocado por un golpe militar.

## Biografía
Lescot nació el 9 de diciembre de 1883 en Saint-Louis-du-Norde, Haití. Fue nombrado presidente en 1941 cuando Sténio Vincent dimitió. 
Reformada la Constitución de 1939, Lescot fue reelecto para un nuevo período de 6 años a contar del 15 de mayo de 1944. Hizo que Haití participara en la Segunda Guerra Mundial en el lado de los aliados, a petición de los Estados Unidos. 
Debido a los problemas económicos y al descontento político, fue derrocado por un golpe militar. Murió casi 30 años más tarde en Laboule, Francia. Su hijo, Gérard Lescot (1914-), fue también un político haitiano y sirvió como Ministro de Asuntos Exteriores en su gobierno, de 1943 a 1946.
Lescot fue embajador en la República Dominicana, donde desarrolló amistad con Trujillo, quien lo convirtió en su protegido. Esa asociación se mantuvo hasta 1943 cuando ambos jefes de Estado se distanciaron por razones que no se conocen. Cuando más tarde Trujillo hizo pública su relación con Lescot, la dudosa popularidad del líder haitiano cayó completamente.
| Predecesor: Sténio Vincent | Presidentes de Haití 1941–1946 | Sucesor: Franck Lavaud |